# Nitròlisi

El RDX (ciclotrimetilentrinitramina) és un material explosiu àmpliament utilitzat que es produeix per reaccions de nitròlisi

La nitròlisi és una reacció química que implica la separació (lisi) d'un enllaç químic concomitant amb la instal·lació d'un nitroderivat (R-NO₂). Els reactius típics per efectuar aquesta conversió són àcid nítric i nitrat d'acetil. Una reacció de nitrólisis comercialment important és la conversió de hexametilenotetramina a nitramida.
La nitròlisi de l'hexamina s'utilitza per obtenir RDX (O₂NNCH₂)3 .Aquesta trinitramida constitueix un explosiu.